# 볼리바 (앨라배마주)
볼리바(Bolivar)는 미국 앨라배마 주에 있는 소행정도시이다. 원래 이 도시는 스페인계 미국인 1세대들이 1835년에 주도하여 일군 도시이다.